# جيم ديفيس (لاعب دوري الرغبي)
جيم ديفيس (بالإنجليزية: Jim Davis)‏ هو لاعب دوري الرغبي أسترالي، ولد في 1887 في Waterloo, New South Wales ‏ في أستراليا، وتوفي في 1934 في باركس في أستراليا.